# Challenger de Calcuta
El State Bank of India ATP Challenger Tour es un torneo profesional de tenis. Pertenece al ATP Challenger Series. Se juega desde el año 2014 sobre pistas duras bajo techo, en Calcuta, India.

## Palmarés

### Individuales
| Año  | Campeón        | Finalista       | Resultado     |
| ---- | -------------- | --------------- | ------------- |
| 2014 | Ilija Bozoljac | Evgeny Donskoy  | 6-1, 6-1      |
| 2015 | Radu Albot     | James Duckworth | 7–6(7–0), 6–1 |

### Dobles
| Año  | Campeones                              | Finalistas                   | Resultado      |
| ---- | -------------------------------------- | ---------------------------- | -------------- |
| 2014 | Saketh Myneni Sanam Singh              | Divij Sharan Vishnu Vardhan  | 6-3, 3-6, 10-4 |
| 2015 | Somdev Devvarman Jeevan Nedunchezhiyan | James Duckworth Luke Saville | walkover       |